# 莱格勒 (陨石)
莱格勒是在1803年墜落在法國諾曼第的一顆L6 隕石。

## 歷史
在1803年4月26日午後不久，一場流星雨在法國諾曼第的莱格勒落下了超過3,000顆的碎片。法國科學院聽到了這個事件，派了年輕的科學家讓-巴蒂斯特·必歐去調查這壯觀的落石現象。在經過艱苦的現場工作之後，他的報告指出這些石頭來自地球之外：
1. 物理證據：突然出現許多同樣的石頭，類似於其他地方從天上落下來的石頭。
2. 相對的證據：許多的目擊者看見這些"石頭從天而降，就像一場流星雨"。

必歐這篇激情的報告，描述這些石頭毫無疑問的是來自地球之外，有效的催生了科學的隕石學。
莱格勒事件是了解隕石和它們起源的一個里程碑，因為當時對隕石的來源緊緊有著嚴峻的批判。大多數的評論者都同意它們亞里斯多德的說法，認為它們來自大陸，而對目睹隕石墜落這的說法抱著高度質疑的態度。這顆隕石與另一顆在19年後轟擊法國的安傑隕石被保存在法國的一間自然史博物館，安傑自然史博物館的同一間房間內。

## 組成和分類
它是一顆L6普通球粒隕石。

## 註解
1. ↑  Meteoritical Bulletin Database: L'Aigle
2. ↑   (PDF).   [2014-12-01]. （原始内容存档 (PDF)于2016-03-03）.
3. ↑  Pierre-Louis Augereau. . Éditions Cheminements. 2002: 45. ISBN 2-84478-055-5 （法语）.

## 外部連結
- Meteoritical Bulletin Database: L'Aigle （页面存档备份，存于）
- L'Aigle meteorite sample of Jean-Baptiste Biot auctioned in London in 1998
- J.B. Biot's report on the L'Aigle meteorite

Template:Meteorites by name